# Brug 2340
Brug 2340 is een bouwkundig kunstwerk in Amsterdam-Noord, wijk Waterland.
De vaste brug vormt een van de toegangen tot het Tuinpark Buikslotermeer (Volkstuinenpark Buikslotermeer), dat in 2004 geopend werd. Om het complex loopt een ringsloot voor de afwatering en vermoedelijk ook terreinafscheiding. Brug 2340 ligt over die ringsloot richting het uiteinde van de Volendammerweg. De brug wordt ondersteund door twee brugpijlers waarop een juk ligt, daarop liggende houten liggers, waarop weer het houten rijdek. Alles wordt afgesloten middels houten leuningen. Op de brugpijlers zijn pylonen geplaatst waaraan de metalen toegangshekken en overklimbeveiligingen zijn gemonteerd.
Het complex ligt vanuit Amsterdam-Centrum gezien buiten de rijksweg 10, ook wel Landelijk Noord genoemd.  